# Casa Borda (Taxco)
El Centro Cultural Casa Borda es un edificio construido en 1759 por encargo de José de la Borda, ubicada frente a la plaza Borda y al Templo de Santa Prisca, en Taxco, Guerrero. Es una de las principales construcciones históricas y culturales del Centro histórico de Taxco. Actualmente es utilizado como centro cultural, centro expositor y sede de varios concursos.

## Historia
Fue construido por el arquitecto Juan Joseph de Alva por encargo de José de la Borda, siendo uno de los mineros más adinerados de América. La construcción finalizó en el año de 1759 sirviendo como hogar de José de la Borda y su hijo, el presbítero Manuel de la Borda.

En el año de 1981, el entonces gobernador del estado, Raúl Figueroa Figueroa, decretó la expropiación del inmueble, debido a la falta de mantenimiento que tenía el inmueble. Esto significó el rescate de uno de las mayores construcciones históricas de Taxco. Durante el año 2004 se instalaron salas para galería de arte y una librería.

## Descripción
El edificio está construido con muros de mampostería de piedra y marcos de cantera, entrepisos y cubiertas con tablas, viguería y terrado. Cuenta con dos niveles: la fachada principal sobre la Plaza Borda tiene una altura de 10,70 m (metros); y la fachada posterior, que da a la Plazuela de Bernal tiene una altura aproximada de 21,50 m y una superficie de 450 m² (metros cuadrados). Cuenta con 14 salas de exhibición, además de que los patios y balcones comunican con la entrada principal de la Plaza Borda.

## Centro Cultural
Desde el 1 de enero de 1978, se utiliza el inmueble como centro cultural de Taxco, siendo uno de los principales centros históricos. Además, en su interior se llevan a cabo varios concursos como el Concurso Nacional de la Plata y el Concurso y Festival Internacional de Guitarra. Además, se realizan conciertos de violín, piano, guitarras; y se realizan talleres, conferencias, exposiciones de artes plásticas, presentaciones de teatro y presentaciones de libros.

## Galería

Vista interior y exterior de la Casa Borda.
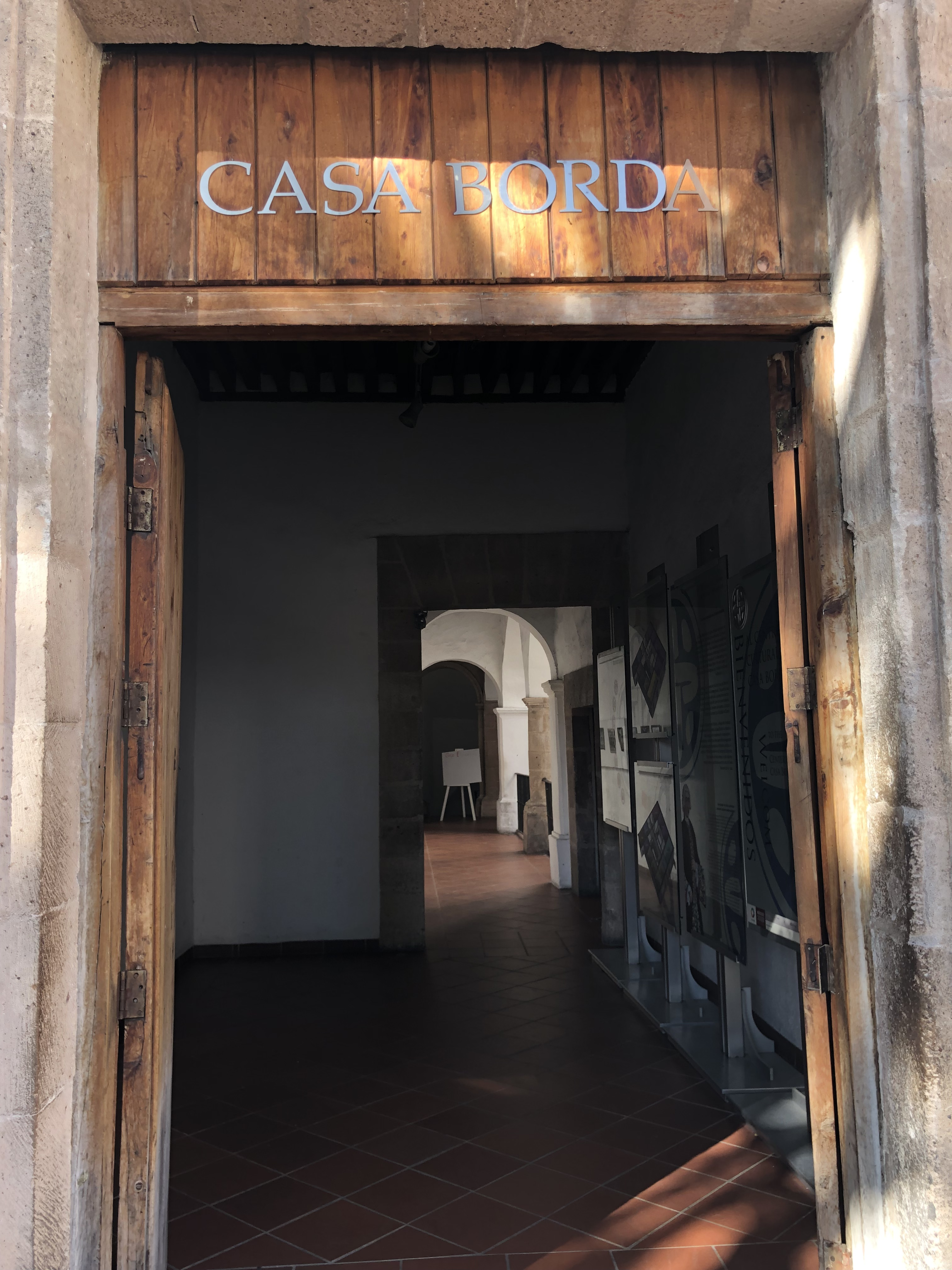
Acceso por Plaza Borda.
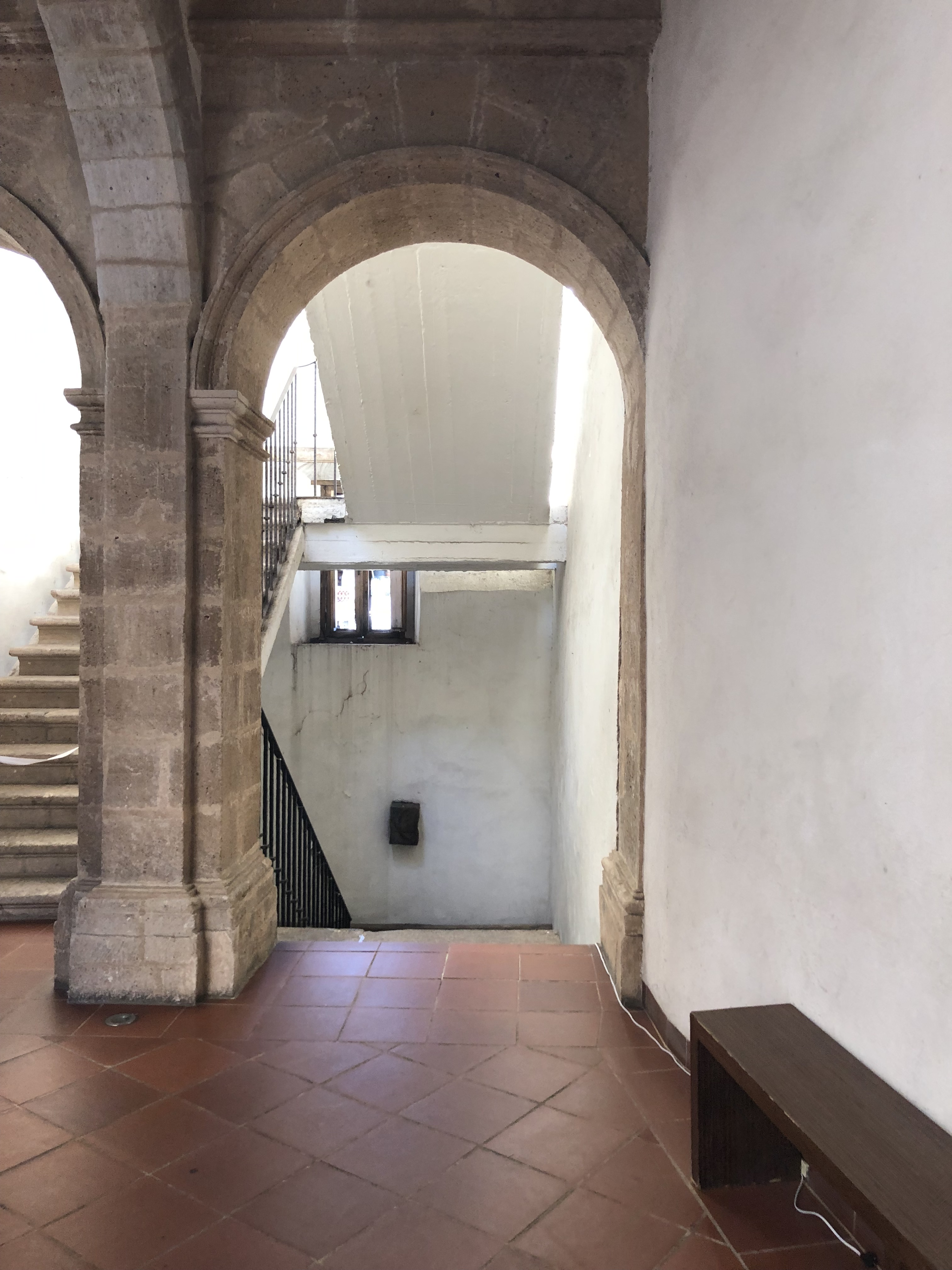
Pasillos en la parte interior.
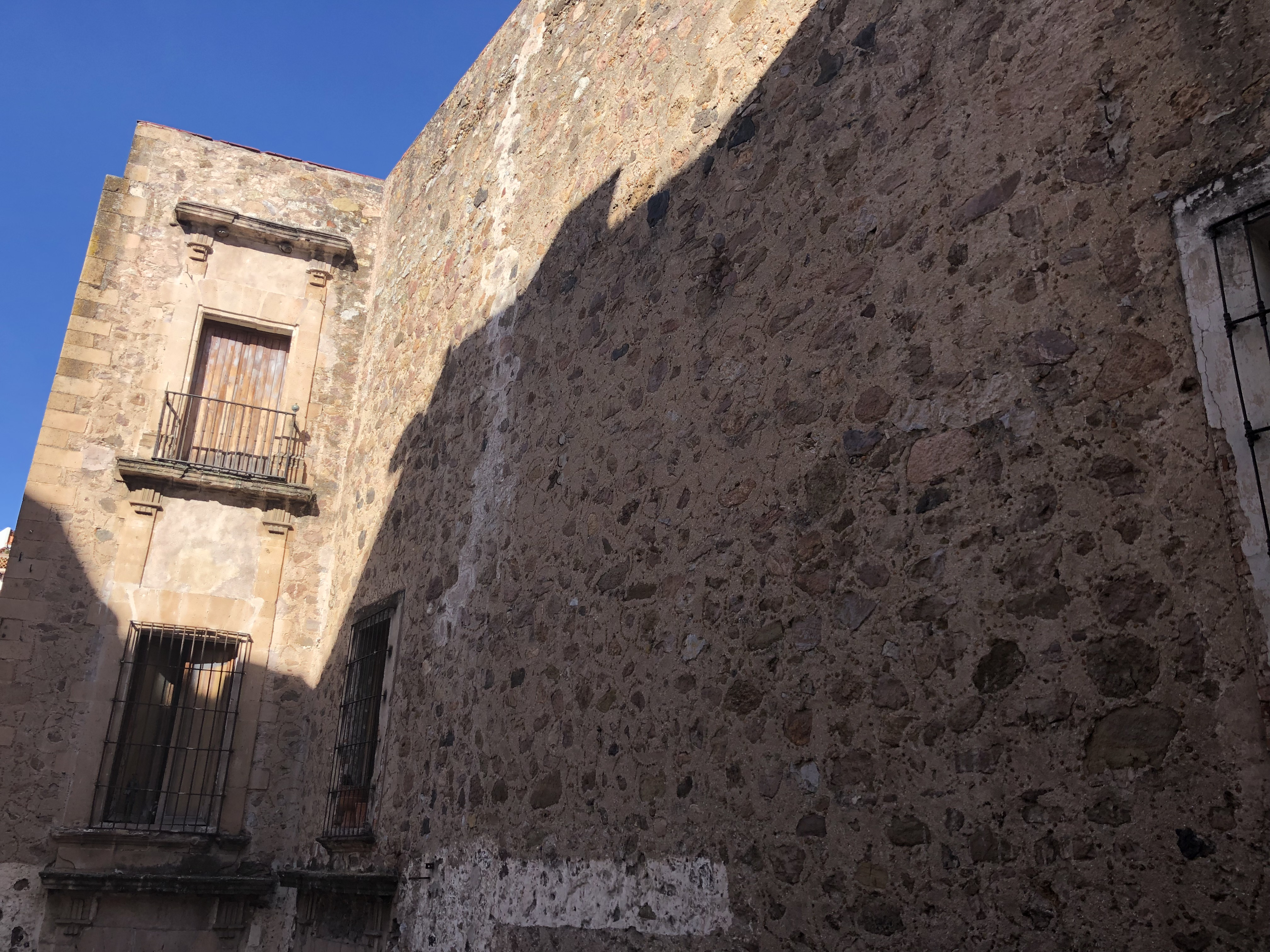
Parte derecha de la Casa Borda.
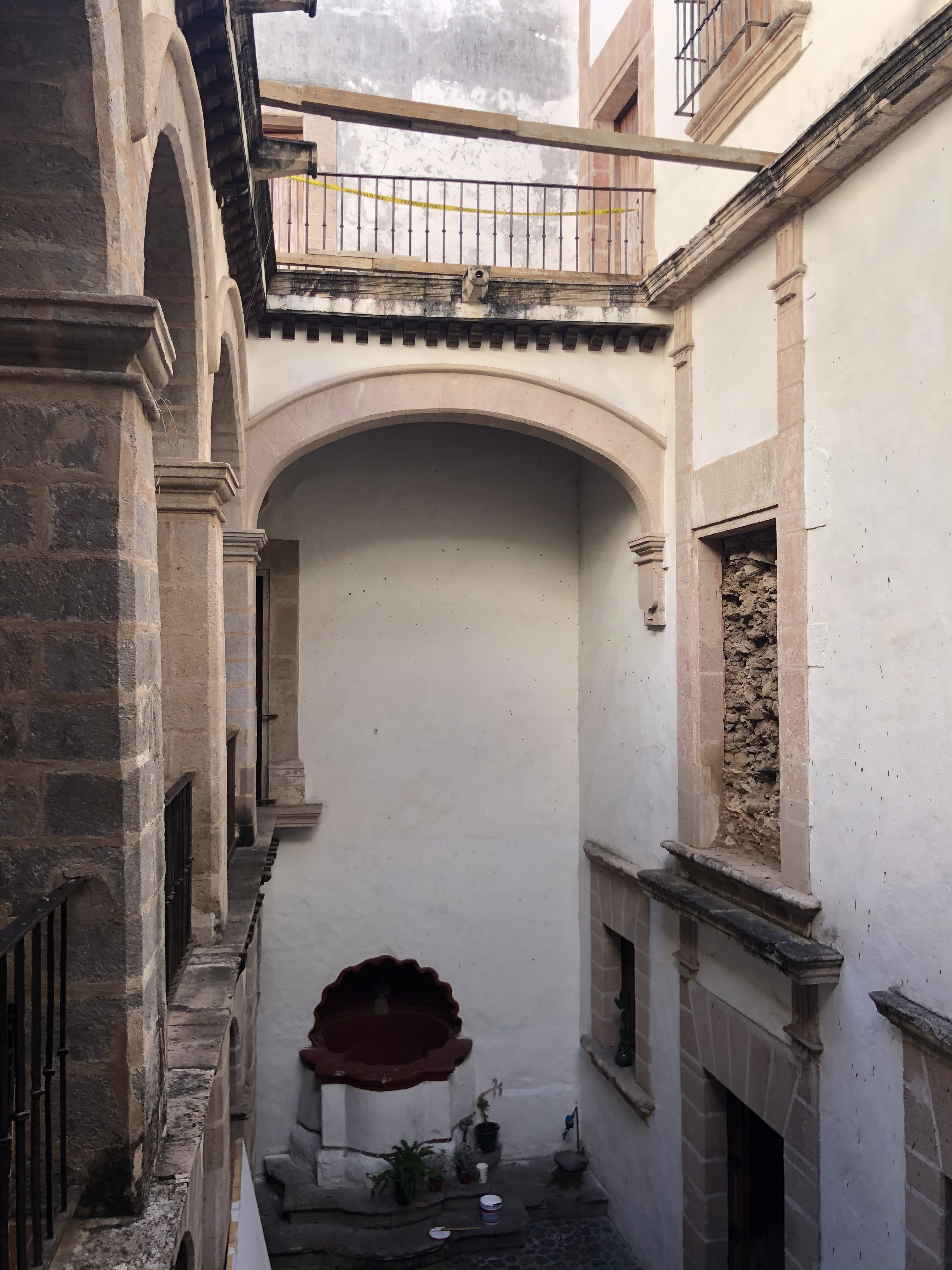
Balcones en la parte interior.
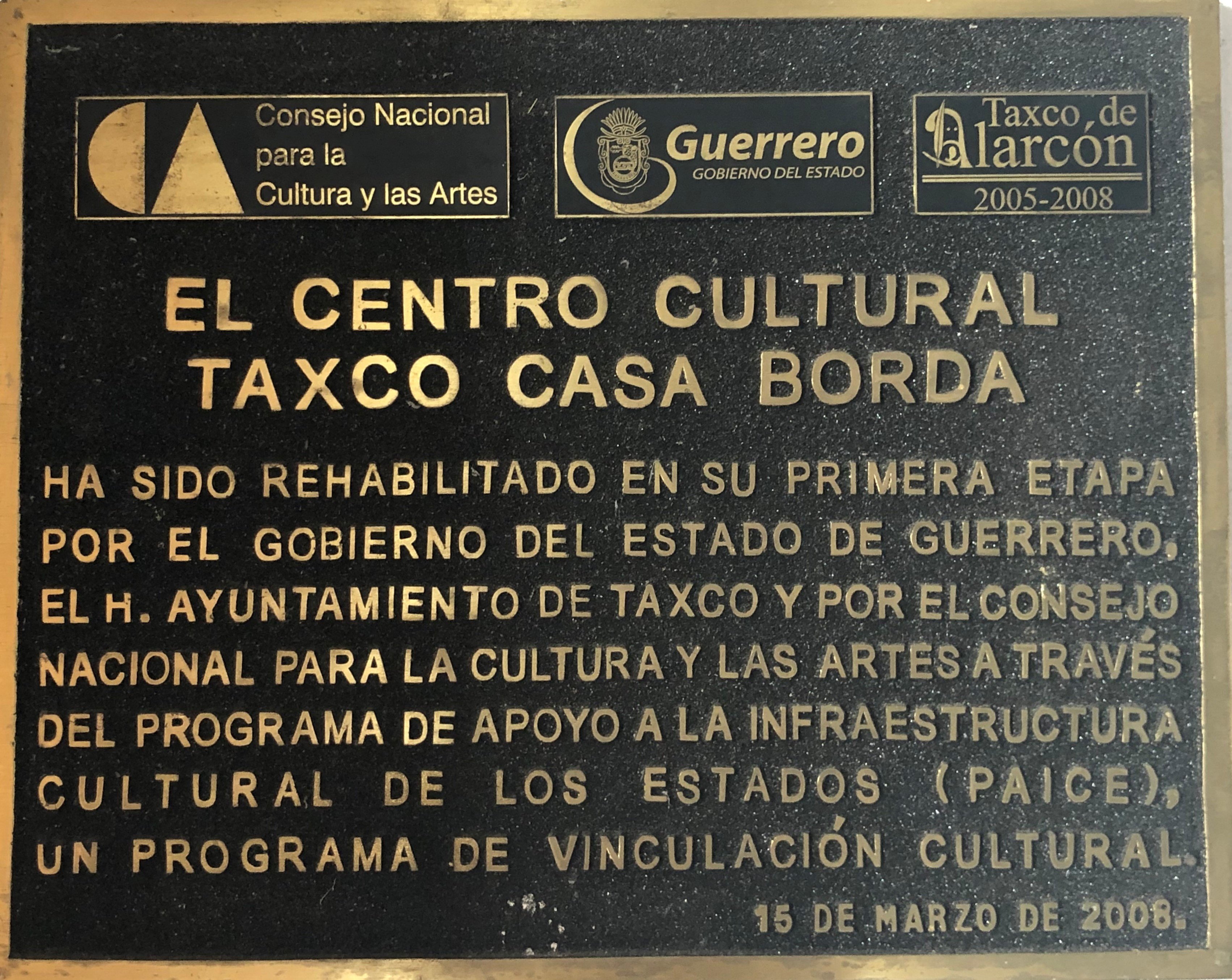
Placa conmemorativa.
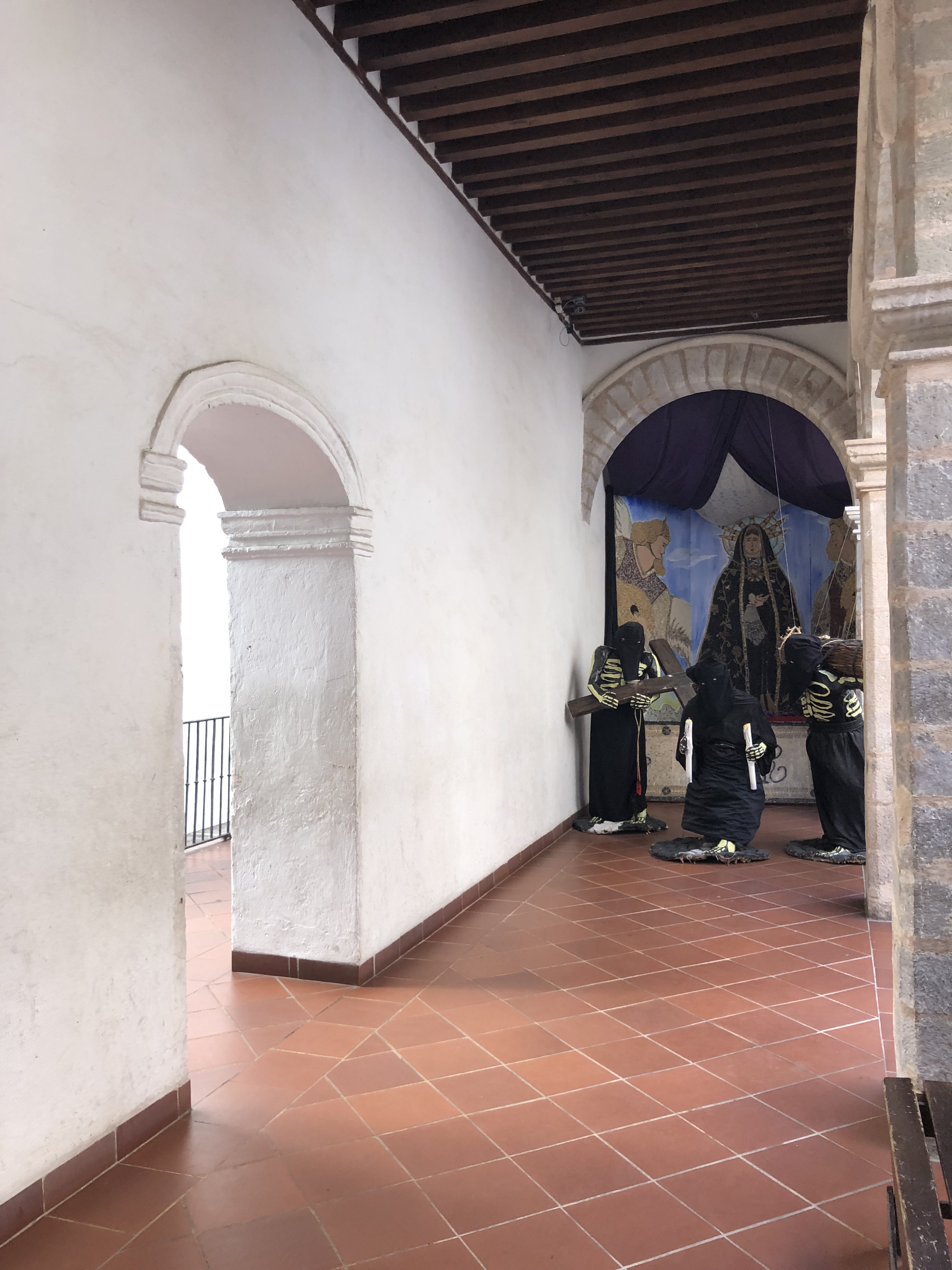
Pasillos en la parte interior.